# صالح ربيع
صالح ربيع فيروز المسماري (مواليد 5 مايو 1993) لاعب كرة قدم إماراتي يجيد اللعب كحارس مرمى مع نادي الفجيرة في دوري الخليج العربي الإماراتي .

## روابط خارجية
- صالح ربيع على موقع Soccerway.com (الإنجليزية)

صالح ربيع